# Медреса Дервиш Хануме
Дервиш-ханумина медреса је муслиманска средња и виша школа изграђена је 1748. године, од стране Аише Хануме Жинић. Средином XX вијека медреса је национилозована и служила је за потребе мјесног уреда и као стамбени објекат. Године 2006, објекат је враћен у посјед Меџлиса из Градишке.
Овај објекат се сматра за изузетно вриједним спомеником културног насљеђа, како због архитектуре, тако и због значаја који је кроз вијекове имао међу босанскохерцеговачким медресама. Налази се на листи националних споменика Босне и Херцеговине.

## Историја
Медреса је изграђена у псеудо-оријенталном односно псеудо-маурском архитектонском стилу, који се на подручју Балкана и Босне и Херцеговине појавио у 19. вијека са доласком аустроугарске владавине. Овај стил одликује карактеристикама хеленистичко-селџучке и османске умјетности преузетих са подручја мозарапске умјетности Шпаније и Магреба, прецизније Каира. Управо у овом стилу  рађена је већина објеката што их је у нашој земљи оставила аустроугарска власт.
Објекат медресе је имао двије градитељке: Дервиш-хануму Смаилагић и Аишу Џинић.
Дервиш-ханума Смаилагић, познатија као ханумица, припадала је једној од најугледнијих и најимућнијих градишких породица. И према архиву Меџлиса исламске заједнице Градишка, и казивању становника овог града, она је изградила медресу. Ипак, прије неколико година, ови подаци су доведени у питање.
Наиме, до 1992. године на згради медресе су била два камена тариха, натписа, на којима су били, како се претпоставља, подаци о Дервиш-хануми и подаци о првом градитељу медресе. Ти натписи су уништени, али је један натпис сачуван на слици. Са турског језика га је превео др. Ћазим еф. Хаџимејлић и урадио транскрипцију на латинично писмо. Из овог натписа се да закључити да је медреса подигнута 1748. године, а као градитељ је наведена друга особа, Аиша Џинић.  Највјероватније је ријеч о супрузи претпосљедњег градишког капетана Ибрахим-бега Џинића.
Други натпис, чија ни једна фотографија није сачувана, према ријечима Латифовића, вјероватно је био посвећен Дервиш-хануми Смаилагић која, није била градитељ, већ обновитељ медресе.
Ова грађевина је у власништву Исламске заједнице, прво као медреса, а потом као мектеб, исламска основна школа, била све до времена комунистичке Југославије, када им је одузета.
Медреса је за вријеме СФР Југославије припала болници, дому здравља и апотекама у Градишци и користила се за становање. У току рата су у њој биле смјештене иизбјеглице, да би 2008. године била враћена Исламској заједници. Годину касније, приступили смо изради пројектне документације и потрази за донаторима. Чекање се исплатило”, рекао нам је Латифовић и додао да ће медреса након обнове служити као административно сједиште Меџлиса Исламске заједнице у Градишци и као едукативни центар. План је да се овђе одржавају семинари, радионице, стручна усавршавања, али и да се отвори библиотека и читаоница.
Обнову и реконструкцију су финансири Општина Градишка и Генерална дирекција вакуфа из Турске, која је осигурала средства.